# Davide Grisolia

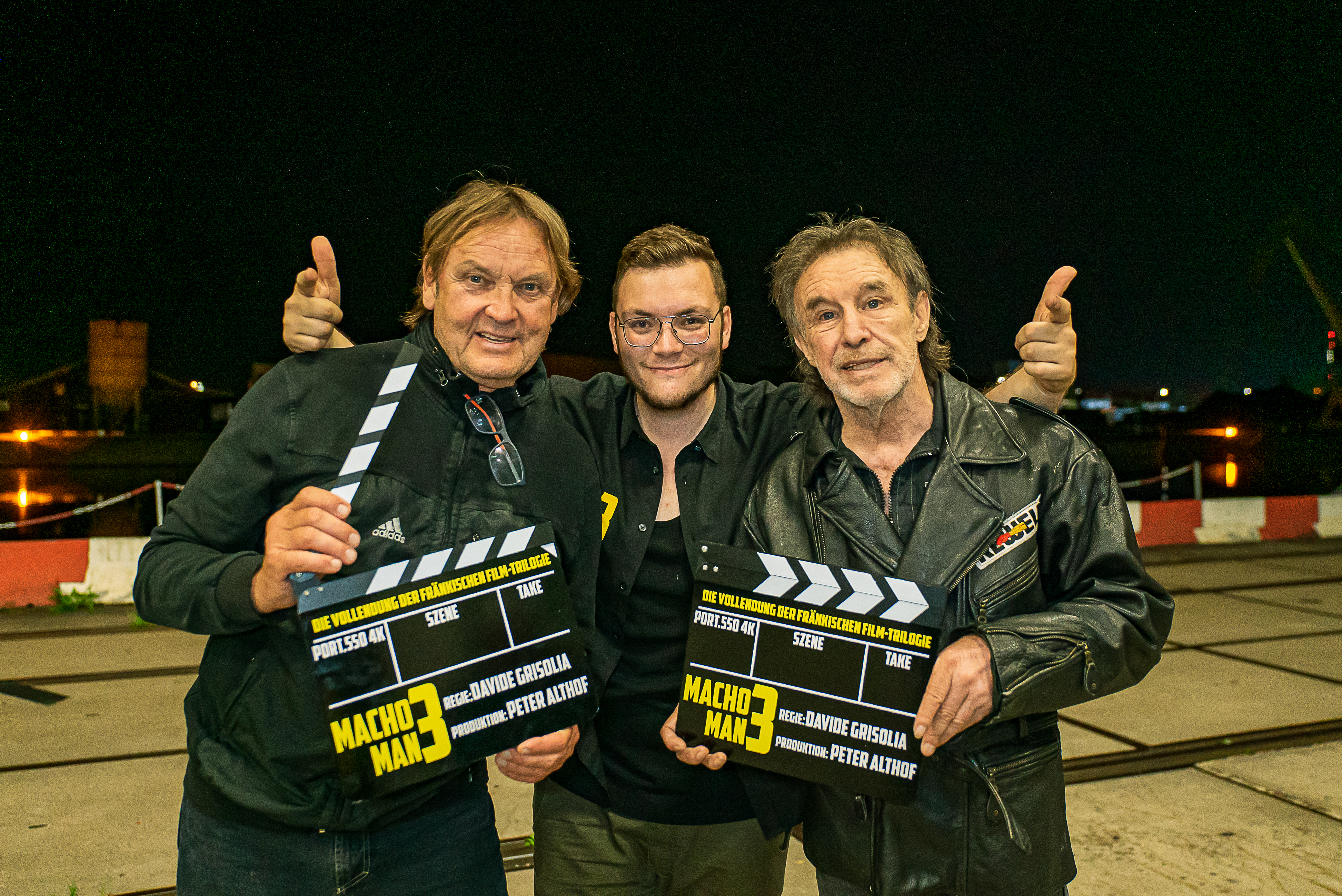
Davide Grisolia mit Peter Althof und René Weller, August 2020

Davide Grisolia (* 2. April 1993 in Nürnberg) ist ein italienischer, in Deutschland lebender Filmregisseur, Drehbuchautor, Filmproduzent und Filmeditor.

## Leben und Karriere
Davide Grisolia ist der Sohn von Anna-Maria Gugliotta-Grisolia, einer Fußpflegerin und Masseurin, und Giuseppe „Sandoká“ Grisolia, einem Chefkoch und Sicherheitsmann. Beide Elternteile stammen aus Kalabrien. Grisolia wuchs in Roßtal auf. Als Schüler drehte er auf VHS und Hi8 mit Schulfreunden seine ersten Filme und gewann einen mittelfränkischen Jugendfilmpreis. Nach seinem qualifizierenden Hauptschulabschluss, seinem mittleren Schulabschluss und seinem Fachabitur, präsentierte er 2012 seinen ersten regionalen Kinofilm in Fürth. Zum Wintersemester 2012 begann Grisolia ein Filmstudium an der Fakultät Design der Technischen Hochschule Nürnberg Georg Simon Ohm. Während seines Studiums realisierte er weitere Filme für das regionale Kino, bei denen er unter anderem mit David Riedel, Mika Metz und Jennifer Weller arbeitete.
Seit 2012 dreht Grisolia auch Musikvideos. So kam er unter anderem zu Zusammenarbeiten mit dem türkischen Rapper Ceykan, Rico Caliente von Pachanga, sowie Fab Morvan und John Davis von Milli Vanilli.
Im Juli 2016 absolvierte er mit seinem Science-Fiction-Thriller Kryonik seinen Bachelor of Arts.
Kurz darauf realisierte Grisolia als Regisseur, Drehbuchautor, Kameramann und Filmeditor den fränkischen Trashfilm Macho Man 2, eine Fortsetzung des Films Macho Man von 1985. Der Film hatte am 27. September 2017 seine Premiere im Cinecittà Nürnberg.
Im Juli 2020 begannen die Dreharbeiten zu Macho Man 3 unter seiner Regie. Im März 2021 wurde sein Science-Fiction-Actionfilm Bad Rap Rising auf YouTube veröffentlicht.
Grisolias Film Macho Man 3 feierte am 18. Oktober 2024 im Nürnberger Multiplexkino Cinecitta' vor 1200 Personen seine Premiere. Der BR begleitete die Premiere mit einer Live-Schaltung im Fernsehen. Der Film lief ab dem 19. Oktober 2024 regulär für einige Wochen im Filmpgrogramm verschiedener Kinos in Franken. Am 2. November 2024 feierte Macho Man 3 seine Eckental-Premiere im Casino-Lichtspiele.

## Filmografie (Auswahl)
als Regisseur, Drehbuchautor, Kameramann und Filmeditor
- 2009: L.B. – Deadly Determination Of Cards[25]
- 2012: Die Nacht in mir[26][27]
- 2015: Die Nacht in mir: Anbeginn[28]
- 2016: Kryonik
- 2017: Macho Man 2
- 2018: Remutations[29][30]
- 2021: Bad Rap Rising[31]
- 2024: Macho Man 3

als Produzent und ausführender Produzent
- 2012: Die Nacht in mir
- 2015: Die Nacht in mir: Anbeginn
- 2016: Kryonik
- 2018: Remutations
- 2021: Bad Rap Rising
- 2024: Macho Man 3

Kooperationen (als Regisseur und Kameramann)
- 2015: Faust – Im Schatten der Nation[32][33]
- 2019: Agentenleben[34]

## Musikvideos
als Regisseur, Filmeditor (und teilweise auch als Kameramann und Produzent)
- 2012: Jetpack Elephants – „Circumstances“
- 2013: Fabjules – „Lila Wolken“
- 2013: Brak’Lul – „NBG“
- 2013: Ceykan – „Son Nefes / Es ist vorbei“
- 2013: Ceykan – „Yalan“
- 2013: Ceykan feat. CanX Felaket & Mas Rush – „Ahmet Kaydul“
- 2013: Brak’Lul feat. K+K – „NBG: The Remix“
- 2014: Brak’Lul – „NBG: The Toon Walk“
- 2014: Ceykan – „Ona Sor“
- 2014: NapoliLatina – „Ogni Notte“
- 2014: Brak’Lul feat. John Davis – „Days Of Yesterday“
- 2014: Ceykan feat. Rico Caliente & MbyM- „Mazide“
- 2014: Brak’Lul – „Brak’Lul Anthem“
- 2015: Fabian Scheuerlein – „Alte Kiste“
- 2016: Cora Turner & Manuel Cangemi feat. PTG – „Tell Me Where You Are“ (originaler Filmsong zu Kryonik)
- 2016: NapoliLatina – „L’ultimo Miracolo“
- 2017: WOLV – „Was kostet ein Leben“ (originaler Filmsong zu Macho Man 2)
- 2020: Sizbob feat. Val-Airie – „Let’s Ride“
- 2022: Immunity – „Post Human Empire“
- 2024: Mokkajoey, Gazz und Jan feat. Alexander Wilm – „Deine Zeit“ (originaler Filmsong zu Macho Man 3)